# Kajakarstwo na Letnich Igrzyskach Olimpijskich 2012 – C-1 200 m mężczyzn
C-1 200 metrów mężczyzn to jedna z konkurencji w kajakarstwie klasycznym rozgrywanych podczas Letnich Igrzysk Olimpijskich 2012. Kajakarze rywalizowali między 10 a 11 sierpnia na torze Dorney Lake. Jest to konkurencja, która została rozegrana po raz pierwszy w historii na igrzyskach olimpijskich.

## Rekordy
| Zawodnik       | Czas   | Data         | Miejsce |
| -------------- | ------ | ------------ | ------- |
| Ledis Balceiro | 38.383 | 13 maja 2001 | Sewilla |

## Terminarz
| Data             | Godzina |            |
| ---------------- | ------- | ---------- |
| 10 sierpnia 2012 | 9:51    | Eliminacje |
| 10 sierpnia 2012 | 11:16   | Półfinały  |
| 11 sierpnia 2012 | 9:47    | Finały     |

## Wyniki

### Eliminacje
Sześciu najlepszych kajakarzy z każdego biegu awansuje do półfinałów.
Wyniki:
Bieg 1
| Pozycja | Tor | Zawodnik            | Czas   | Uwagi |
| ------- | --- | ------------------- | ------ | ----- |
| 1       | 6   | Mathieu Goubel      | 41.248 | Q     |
| 2       | 7   | Andrzej Jezierski   | 41.404 | Q     |
| 3       | 3   | Naoya Sakamoto      | 41.528 | Q     |
| 4       | 8   | Jason McCoombs      | 41.742 | Q     |
| 5       | 4   | Ronilson Oliveira   | 42.216 | Q     |
| 6       | 2   | Sebastian Marczak   | 42.845 | Q     |
| 7       | 5   | Valentin Demyanenko | 44.194 |       |

Bieg 2
| Pozycja | Tor | Zawodnik           | Czas   | Uwagi |
| ------- | --- | ------------------ | ------ | ----- |
| 1       | 5   | Iwan Sztyl         | 41.378 | Q     |
| 2       | 6   | Sebastian Brendel  | 41.511 | Q     |
| 3       | 3   | Richard Jefferies  | 42.516 | Q     |
| 4       | 7   | Everardo Cristóbal | 44.459 | Q     |
| 5       | 4   | Piotr Kuleta       | 44.645 | Q     |
| 6       | 2   | Nelson Henriques   | 55.268 | Q     |

Bieg 3
| Pozycja | Tor | Zawodnik                 | Czas   | Uwagi |
| ------- | --- | ------------------------ | ------ | ----- |
| 1       | 5   | Alfonso Benavides        | 40.993 | Q     |
| 2       | 4   | Dzianis Harazha          | 41.290 | Q     |
| 3       | 3   | Li Qiang                 | 42.004 | Q     |
| 4       | 2   | Vadim Menkov             | 42.171 | Q     |
| 5       | 6   | Ľubomír Hagara           | 43.507 | Q     |
| 6       | 7   | Rudolph Berking-Williams | 51.483 | Q     |

Bieg 4
| Pozycja | Tor | Zawodnik            | Czas   | Uwagi |
| ------- | --- | ------------------- | ------ | ----- |
| 1       | 5   | Jurij Czeban        | 41.036 | Q     |
| 2       | 4   | Jevgenijus Šuklinas | 41.288 | Q     |
| 3       | 3   | Alexandr Dyadchuk   | 43.204 | Q     |
| 4       | 2   | Khaled Houcine      | 44.395 | Q     |
| 5       | 6   | Attila Vajda        | 44.761 | Q     |
| 6       | 7   | Ndiatte Gueye       | 51.708 | Q     |

### Półfinały
Dwóch najszybszych kajakarzy z każdego półfinału oraz dwóch z najlepszymi czasami awansuje do finału. Trzech najsłabszych zawodników z każdego półfinału odpada. Kajakarze z trzeciego (który nie awansował), czwartych, piątych i najlepszy z szóstego miejsca awansują do finału B.
Wyniki:
Półfinał 1
| Pozycja | Tor | Zawodnik            | Czas   | Uwagi |
| ------- | --- | ------------------- | ------ | ----- |
| 1       | 4   | Jevgenijus Šuklinas | 41.483 | Q     |
| 2       | 5   | Mathieu Goubel      | 41.938 | Q     |
| 3       | 7   | Li Qiang            | 42.149 |       |
| 4       | 6   | Sebastian Brendel   | 42.161 |       |
| 5       | 2   | Ronilson Oliveira   | 42.560 |       |
| 6       | 3   | Vadim Menkov        | 42.944 |       |
| 7       | 1   | Piotr Kuleta        | 45.348 |       |
| 8       | 8   | Ndiatte Gueye       | 50.798 |       |

Półfinał 2
| Pozycja | Tor | Zawodnik          | Czas   | Uwagi |
| ------- | --- | ----------------- | ------ | ----- |
| 1       | 5   | Iwan Sztyl        | 40.346 | Q     |
| 2       | 6   | Alfonso Benavides | 40.619 | Q     |
| 3       | 2   | Ľubomír Hagara    | 41.472 | q     |
| 4       | 4   | Andrzej Jezierski | 42.012 |       |
| 5       | 7   | Alexandr Dyadchuk | 42.359 |       |
| 6       | 8   | Sebastian Marczak | 43.441 |       |
| 7       | 3   | Khaled Houcine    | 44.373 |       |
| 8       | 1   | Nelson Henriques  | 50.876 |       |

Półfinał 3
| Pozycja | Tor | Zawodnik                 | Czas   | Uwagi |
| ------- | --- | ------------------------ | ------ | ----- |
| 1       | 5   | Jurij Czeban             | 40.647 | Q     |
| 2       | 6   | Dzianis Harazha          | 41.427 | Q     |
| 3       | 4   | Naoya Sakamoto           | 41.771 | q     |
| 4       | 2   | Jason McCoombs           | 42.255 |       |
| 5       | 8   | Attila Vajda             | 42.970 |       |
| 6       | 7   | Richard Jefferies        | 43.213 |       |
| 7       | 3   | Everardo Cristóbal       | 44.571 |       |
| 8       | 1   | Rudolph Berking-Williams | 54.471 |       |

### Finały
Wyniki:

#### Finał B
| Pozycja | Tor | Zawodnik          | Czas   | Uwagi |
| ------- | --- | ----------------- | ------ | ----- |
| 1       | 4   | Andrzej Jezierski | 44.041 |       |
| 2       | 1   | Vadim Menkov      | 44.168 |       |
| 3       | 3   | Attila Vajda      | 44.466 |       |
| 4       | 2   | Ronilson Oliveira | 44.586 |       |
| 5       | 7   | Jason McCoombs    | 44.973 |       |
| 6       | 8   | Alexandr Dyadchuk | 45.283 |       |
| 7       | 5   | Li Qiang          | 45.852 |       |
| 8       | 6   | Sebastian Brendel | 47.295 |       |

#### Finał A
| Pozycja | Tor | Zawodnik            | Czas   | Uwagi |
| ------- | --- | ------------------- | ------ | ----- |
| złoto   | 4   | Jurij Czeban        | 42.291 |       |
|         | 5   | Jevgenijus Šuklinas | 42.792 | DSQ   |
| srebro  | 6   | Iwan Sztyl          | 42.853 |       |
| brąz    | 3   | Alfonso Benavides   | 43.038 |       |
| 4       | 7   | Dzianis Harazha     | 43.545 |       |
| 5       | 1   | Ľubomír Hagara      | 43.977 |       |
| 6       | 2   | Mathieu Goubel      | 44.045 |       |
| 7       | 8   | Naoya Sakamoto      | 44.699 |       |